# Pambolus microspinosus
Pambolus microspinosus är en stekelart som beskrevs av Sergey A. Belokobylskij 1992. Pambolus microspinosus ingår i släktet Pambolus och familjen bracksteklar. Inga underarter finns listade i Catalogue of Life.